# لیبی ۵۶۷۲
سیارک ۵۶۷۲ (به انگلیسی: 5672 Libby، نامگذاری:1986EE2) پنج هزار و ششصد و هفتاد و دومین سیارک کشف شده‌است که در ۶ مارس ۱۹۸۶ کشف شد.
قدر مطلق سیارک برابر ۱۳٫۰۰ است.